# Cleonymus reticulatus
Cleonymus reticulatus är en stekelart som först beskrevs av Howard 1897.  Cleonymus reticulatus ingår i släktet Cleonymus och familjen puppglanssteklar. Inga underarter finns listade i Catalogue of Life.